# Großsteingrab Finkenthal
Das Großsteingrab Finkenthal war eine megalithische Grabanlage der jungsteinzeitlichen Trichterbecherkultur bei Finkenthal im Landkreis Rostock (Mecklenburg-Vorpommern). Es wurde um 1860 zerstört. Die Steine sollen zum Bau des Forsthauses in Finkenthal verwendet worden sein. Die genaue Lage des Grabes ist nicht überliefert. Auch über Ausrichtung, Maße und Typ liegen keine näheren Informationen vor. Bei der Zerstörung der Anlage wurden drei Feuerstein-Beile geborgen, die 1879 dem Verein für mecklenburgische Geschichte und Altertumskunde übereignet wurden.